# 斯卢森 (哥本哈根)

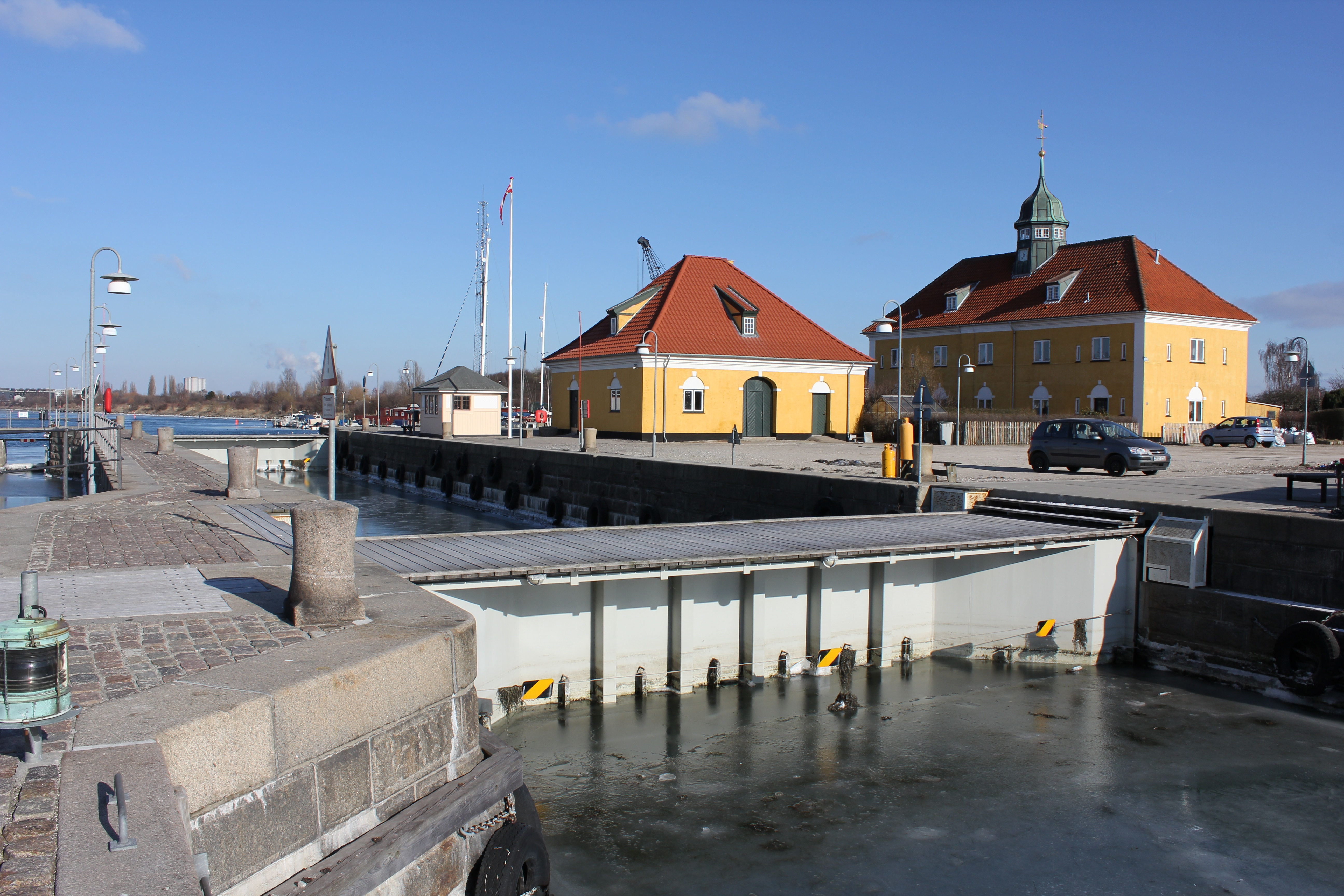
2011年时的斯卢森船闸。图中黄色2层建筑为办公主楼，黄色平房为机械房。

斯卢森（丹麥語：Slusen）是一座位于丹麦哥本哈根南港港区内的海船闸，由船闸主体、花岗岩防波堤、办公主楼、机械房等部分组成。横跨斯卢森水道（Sluseløbet）南段。斯卢森船闸西北端位于斯卢瑟霍尔门，东南端位于阿迈厄岛。斯卢瑟霍尔门因哥本哈根船闸而得名。

## 历史
斯卢森建于1901年至1903年间。在这之前的数十年里，因大规模填海工程的缘故，使得哥本哈根港内水流湍急，因而通过修建哥本哈根船闸以减缓港内水流。在斯卢森开工前夕，船闸所在的今斯卢瑟霍尔门、采尔霍尔门、冰岛码头一带这一问题最为明显；该区域内海水的最大流速可达6节，使得小船停不稳、马力小的船只难以在该海域内航行。
船闸以南不远处的西兰桥于1959年完工，总设计师是尼尔斯·罗德尔（Niels Rohwder）。完工之初为开启桥，其开启功能现已停用。开启功能停用后，船只限高3米。船闸曾于1995年停用，2004年经整修后恢复使用。

1930年前后的斯卢森
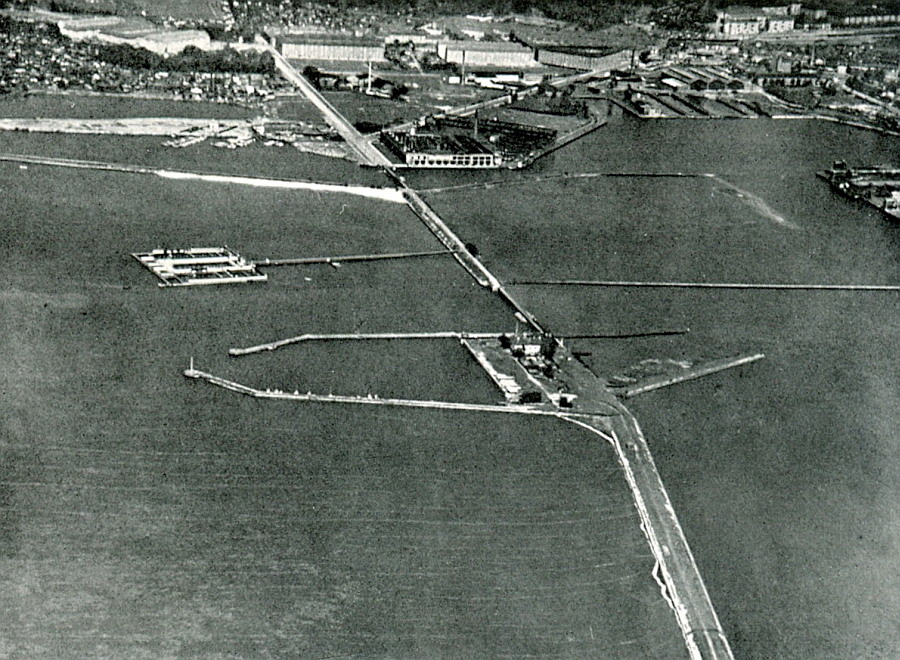
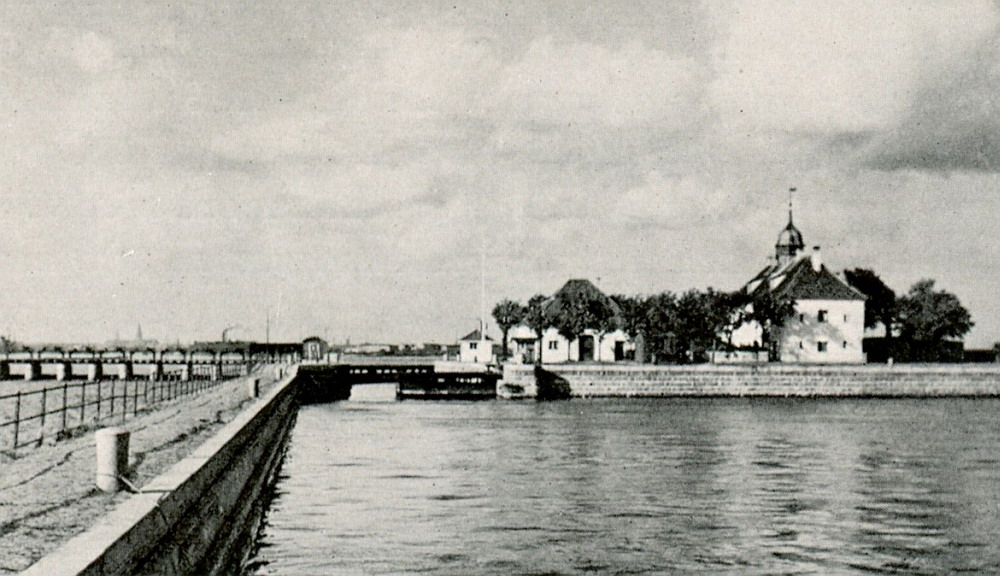

## 管理员办公主楼和机械房

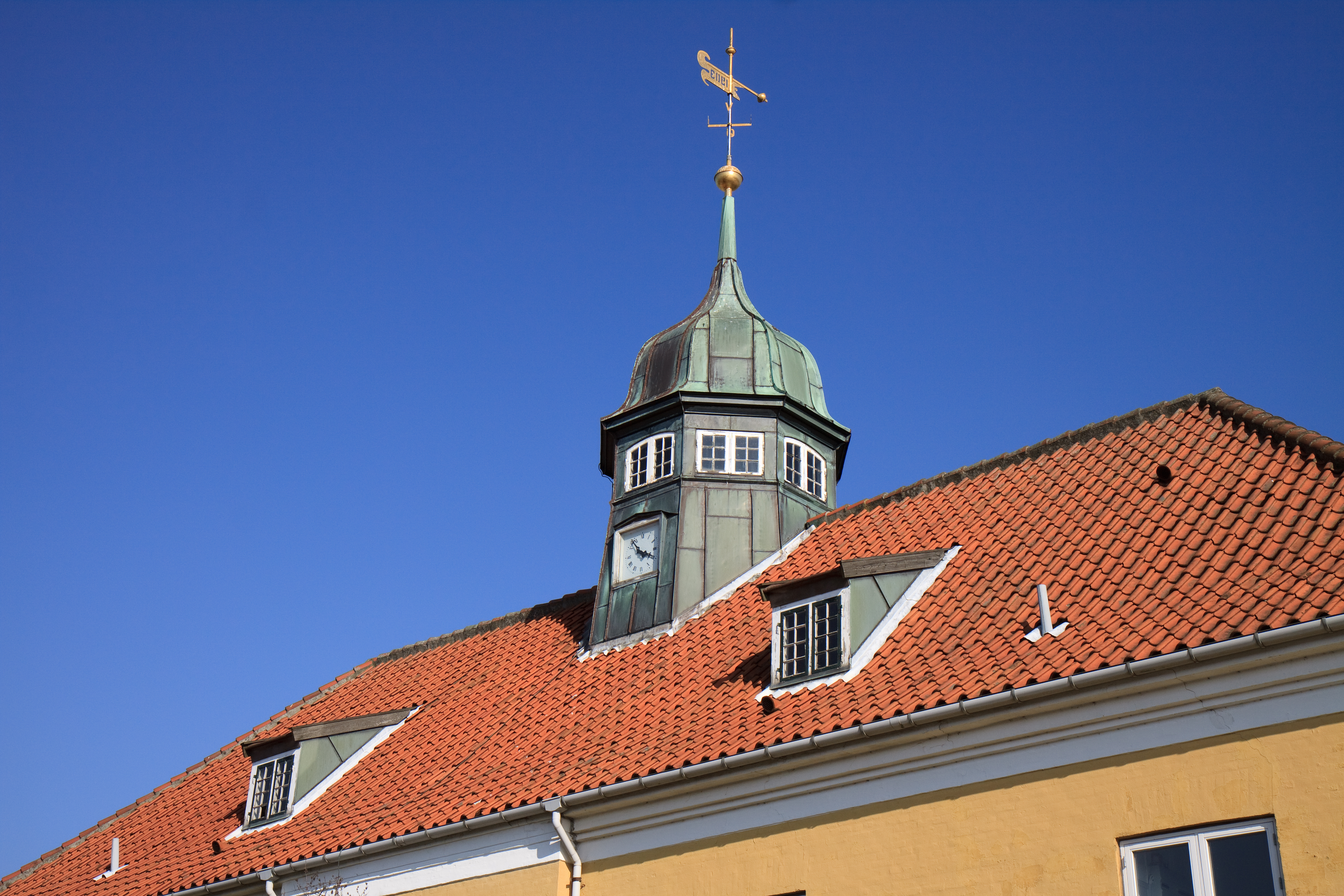
办公主楼

船闸办公主楼和机械房分别位于两栋小型建筑内。这两栋小型建筑由丹麦建筑师延斯·维尔海姆·达勒鲁普主持设计。因填海工程的缘故，办公主楼和机械房所在的人工岛现已和阿迈厄岛连为一体。